# Universa christifidelium cura
Universa christifidelium cura – bulla papieża Piusa XI z 30 grudnia 1925 r., ustanawiająca diecezję gdańską.
Powstanie po I wojnie światowej Wolnego Miasta Gdańska wymusiło dostosowanie istniejącej na tym terenie administracji kościelnej do sytuacji politycznej. Bulla rozwiązywała problem decydując o utworzeniu w Gdańsku diecezji.
Teren nowej diecezji został określony jako tereny przynależne do Wolnego Miasta Gdańska, odłączone od diecezji warmińskiej i diecezji chełmińskiej.  Nowa instytucja była bezpośrednio podległa Stolicy Apostolskiej. Jako katedrę został wyznaczony kościół Najświętszej Trójcy (obecnie Bazylika Archikatedralna w Oliwie). Jako pierwszego biskupa gdańskiego dokument wskazuje Edwarda O’Rourke, dotychczasowego administratora apostolskiego w Gdańsku.